# کوه ویکتوریا (پالاوان)
کوه ویکتوریا (به لاتین: Mount Victoria) یک کوه در فیلیپین است که در پالاوان واقع شده‌است. کوه ویکتوریا ۱٬۷۲۶ متر بالاتر از سطح دریا واقع شده‌است.